# Raufußbussard
Der Raufußbussard (Buteo lagopus) ist ein Vertreter der Echten Bussarde (Gattung Buteo) aus der Familie der Habichtartigen (Accipitridae). Die hochnordische Art ist fast zirkumpolar vertreten; sie fehlt nur auf Grönland, Island und Spitzbergen.
Meist werden vier Unterarten unterschieden, die nur geringfügige Abweichungen voneinander aufweisen. Generell werden die eurasischen Vögel nach Osten hin in der Gefiederfärbung etwas heller und nehmen an Größe zu; die nearktische Unterart B. l. sanctijohannis ist die kleinste und dunkelste.
Der Rauhfußbussard ist auch in Mitteleuropa ein regelmäßiger Wintergast.

## Aussehen

### Nominatform (Buteo lagopus lagopus)
Insgesamt ist der Raufußbussard etwas größer und langflügeliger als der Mäusebussard (Buteo buteo) und im Vergleich zu diesem in der Färbung viel weniger variabel. Die Oberseite ist in allen Kleidern mehr oder weniger einheitlich zimtbraun; ein Farbton, der bei Mäusebussarden sehr selten ist. Der Schwanz ist in allen Kleidern weiß mit einer nur im Jugendkleid diffusen, bei adulten Vögeln jedoch scharf abgesetzten schwarzen Endbinde, über der bei Männchen noch einige schmalere dunkle Binden liegen. Der Mäusebussard zeigt demgegenüber zwar gelegentlich einen weißen Schwanz, doch ist dann auch die übrige Oberseite des Körpers sehr hell. Der auffallend runde Kopf und der Nacken des Raufußbussards sind hellbraun bis hellgrau, in Einzelfällen fast weiß. Oberkopf und Ohrgegend sind dabei in der Regel noch etwas heller. Die dunklere Schaftzeichnung dieser Körperteile ist unterschiedlich deutlich, sie kann fast fehlen. Der Schnabel ist eher klein. Vom Augenrand zieht sich ein dunkles schmales Band zur gelben Schnabelbasis. Die Unterseite des Körpers ist in unterschiedlichen Braun- und Grautönen gefleckt, auch längliche schwarze Streifen können eingestreut sein. Der Bauch ist fast immer schwarz, Hals und Brustbereich sind deutlich heller.

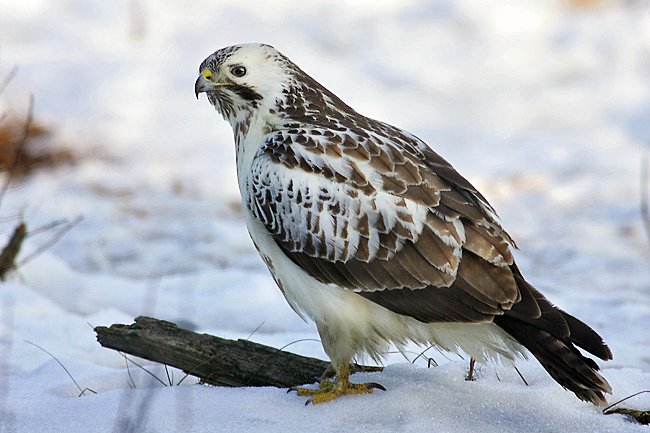
Sehr heller Mäusebussard (Buteo buteo)
Diese Gefiederfärbung des Mäusebussards führt am häufigsten zu Verwechslungen mit dem Raufußbussard.

Die Beine sind bis zu den Zehen befiedert, doch ist dieses sichere Merkmal meist nur aus geringer Distanz erkennbar. Die Federn an den Beinen sind hellgrau bis weiß mit dunkelbraunen Schaftzeichnungen. Wie beim Mäusebussard sind die Zehen gelb gefärbt; die Krallen sind schwarz. Die Flügelspitzen schließen beim sitzenden Vogel mit dem Schwanz ab.

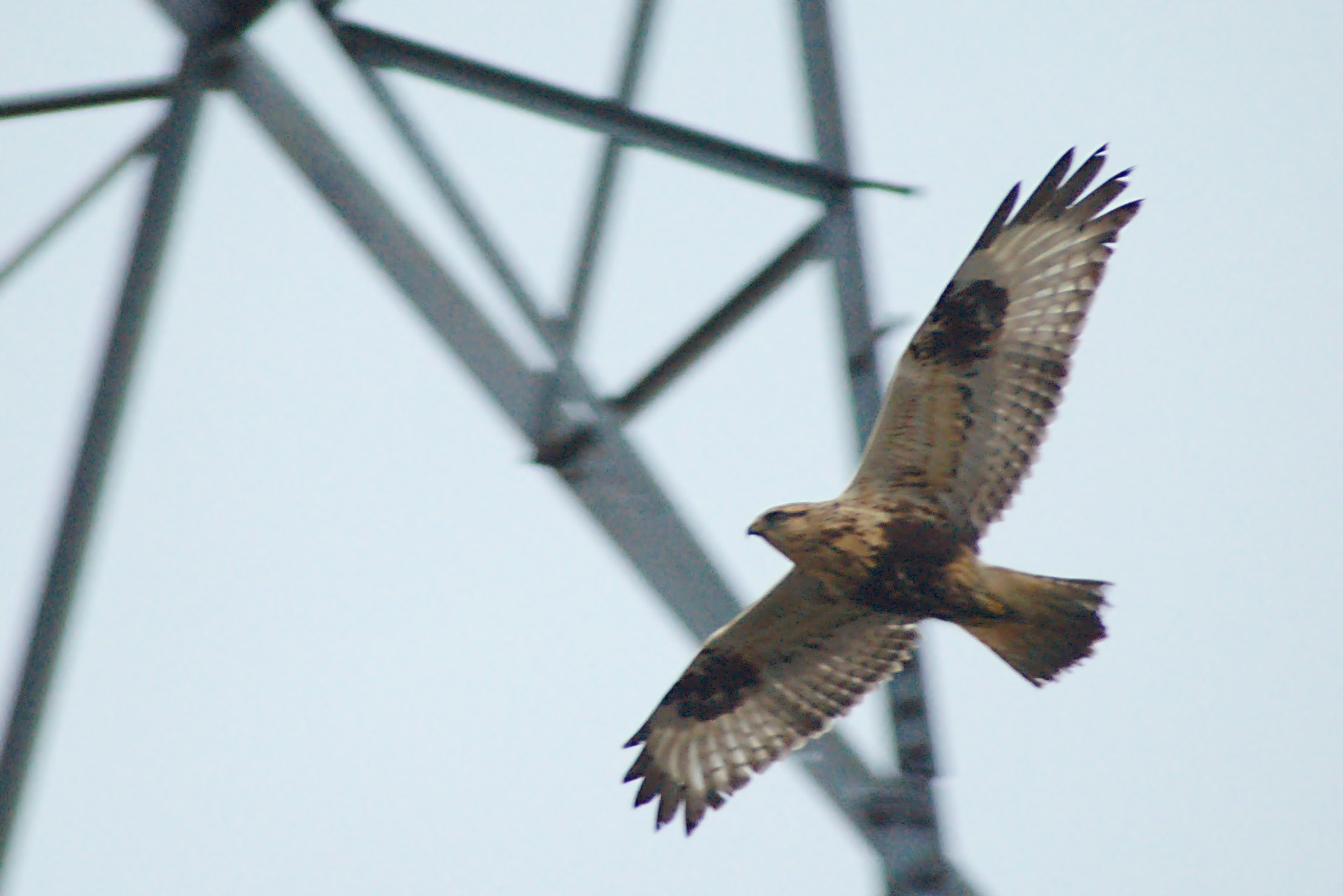
Raufußbussard im Flug

Von unten gesehen wirkt ein fliegender Raufußbussard sehr hell, meist grauweiß mit im Gegensatz zum Mäusebussard schwarz kontrastierendem Flügelbug und schwarzer Schwanzendbinde. Raufußbussarde fliegen mit langsamen, tief durchgezogenen Flügelschlägen und segeln oft. Im Vergleich zum Mäusebussard rütteln Raufußbussarde viel häufiger und geschickter und auch bei geringer Windstärke. Beim Rüttelflug variiert der Raufußbussard ständig die Flughöhe, dieser „Jo-Jo“-Flug erlaubt oft auf große Entfernung die Artbestimmung. Im Gleitflug sind beim Raufußbussard die Armschwingen leicht angehoben, während die Handschwingen gerade gehalten oder ganz leicht abgesenkt werden. Dadurch entsteht ein wahrnehmbarer Knick im Flügelprofil, ein gutes Unterscheidungsmerkmal zu gleitenden Mäusebussarden, die Arm- und Handschwingen meist gerade halten bzw. beim Segeln V-förmig anheben. Auffallend und für die Art kennzeichnend ist auch ein häufiges Drehen des Schwanzes, das etwas an einen Milan erinnert.

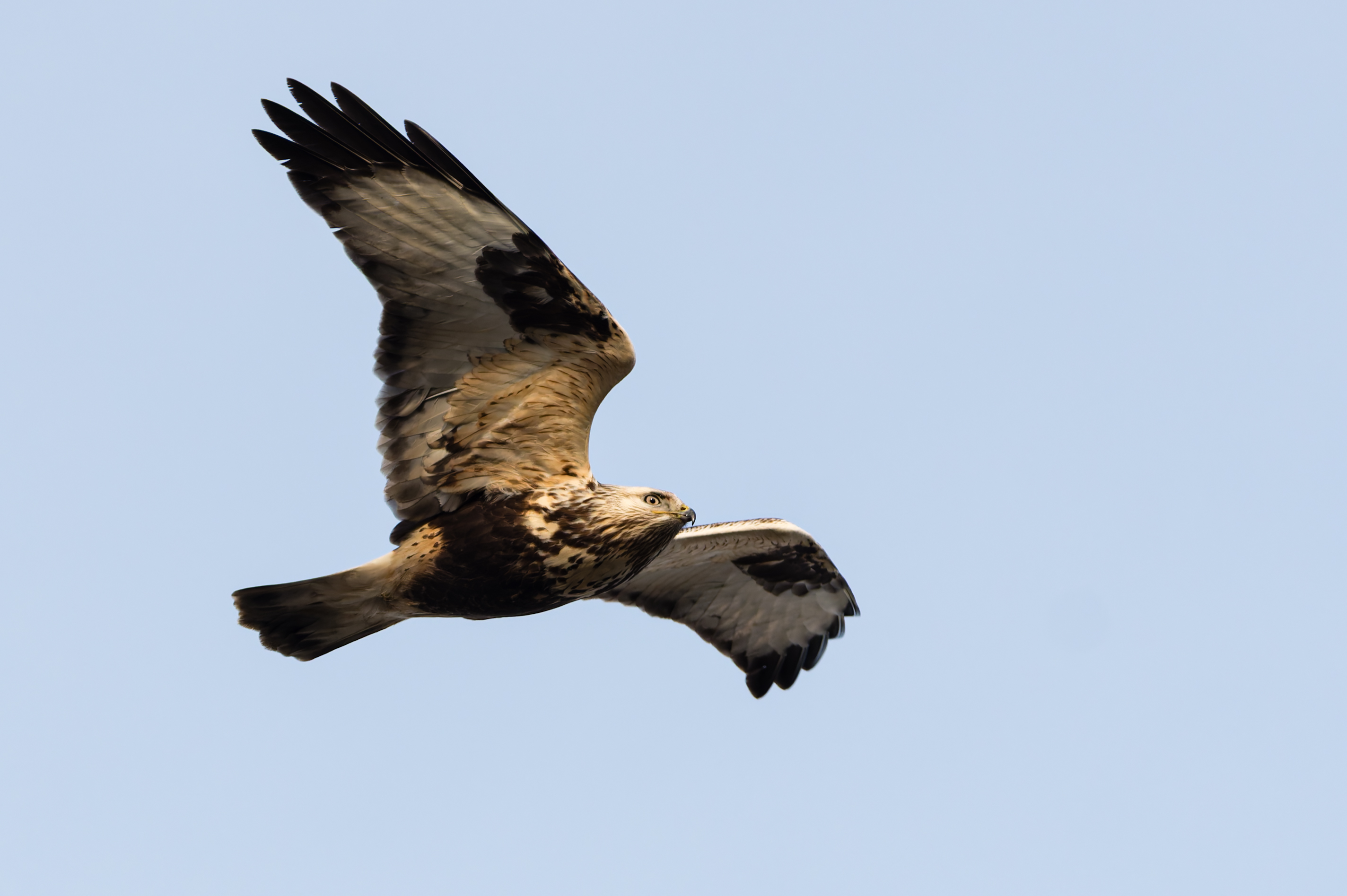
Junger Raufußbussard im Flug

Die Geschlechter zeigen keinen ausgeprägten reversen Geschlechtsdimorphismus, sodass sie nicht immer leicht zu unterscheiden sind. Die Weibchen sind geringfügig größer als die Männchen und bis zu 20 % schwerer. Ihre Gefiederfärbung ist insbesondere im Kopf- und Brustbereich etwas heller als die der Männchen. Der Schwanz der Weibchen schließt meist mit nur einer Endbinde ab, während bei den Männchen neben einer breiten meist noch zwei bis drei schmalere Binden zu erkennen sind.
Jungvögel sind heller als die Altvögel, vor allem die schwarze Endbinde des Schwanzes ist noch nicht deutlich ausgeprägt.

### B. l. menzbieri
Diese Rasse schließt östlich an das Verbreitungsgebiet der Nominatform an. Die sehr breite Kontaktzone verläuft im Uralgebiet. Vertreter dieser Unterart sind etwas größer als die der Nominatform und meist auch heller. Die Körperunterseite ist weniger kontrastreich gezeichnet, die Schwanzbinden (insbesondere die Endbinde) sind schmaler als bei der Nominatform. Die Iris dieser Vögel ist im Gegensatz zur hellbraunen der Nominatform gelb.

### B. l. kamtschatkensis
Diese Unterart bewohnt die Halbinsel Kamtschatka und den nördlichen Teil der Kurilen. Die Vögel sind groß, eher dunkel und wenig kontrastreich gezeichnet. Von großen und dunklen Vertretern der Rasse B. l. menzbieri sind sie nur sehr schwer zu unterscheiden. Sie sind deutlich größer und heller als durchschnittliche Vertreter von B. l. sanctijohannis. Auf den Inseln der Beringsee vermischen sich die beiden Unterarten, während die Kontaktzone zu B. l. menzbieri nicht genau bekannt ist.

### B. l. sanctijohannis
B. l. sanctijohannis bewohnt die subarktischen und arktischen Gebiete Nordamerikas von Neufundland westwärts bis Alaska und zu den Aleuten. Die hellen Exemplare dieser Unterart sind etwas kleiner als die der Nominatform, unterscheiden sich jedoch von ihr in der Gefiederfärbung nur unwesentlich. Die dunklen Exemplare sind oberseits einheitlich braun, auf der Unterseite graubraun gesprenkelt. Auch im Flugbild ist diese Rasse dunkler als die Nominatform. In der Unteransicht kontrastieren dabei die meist einheitlich dunklen Deckfedern der Unterflügel deutlich mit dem sonst hellen Flügel. Bei dieser Rasse besteht vor allem im Flug eine erhebliche Verwechslungsmöglichkeit mit dem Rotschwanzbussard (Buteo jamaicensis).
Die Vögel der kanadischen Ostküste sind insgesamt die kleinsten; bei ihnen ist der reverse Geschlechtsdimorphismus sowohl in Größe und Gewicht als auch in der Gefiederfärbung am größten. Nach Westen hin werden die Individuen größer, die Geschlechtsunterschiede jedoch kleiner. Raufußbussarde aus Westalaska und dem Beringmeergebiet weisen die größten individuellen Unterschiede in der Gefiederfärbung auf.
Einheitlich dunkle bis melanistische Exemplare kommen regelmäßig nur in Nordamerika und fallweise in Ostsibirien vor. Ganz selten wurden sie auch im übrigen Verbreitungsgebiet festgestellt.

## Maße und Gewicht
Die Größe (gemessen von der Schnabel- bis zur Schwanzspitze) liegt zwischen 53 und 63 Zentimetern, wovon etwa 22 Zentimeter auf den Schwanz entfallen. Bei einer Flügellänge bis zu 48 Zentimetern kann die Spannweite der größten Vögel über 1,5 Meter liegen.
Das Gewicht eines gut ernährten Männchens liegt im Durchschnitt bei etwa 1,2 kg, Weibchen sind bis zu 20 % schwerer.

## Stimme
Stimmlich ist der Raufußbussard unauffälliger als der Mäusebussard, nur bei Störungen am Nest ist er relativ laut. Der Hauptruf ist ein lautes, ein wenig klagend klingendes langgezogenes Pi-iii-äääh, das im An- und Ablaut verschiedentlich variiert werden kann. Entfernt kann dieser Ruf an das Miauen einer Hauskatze erinnern. Er wird vor allem während der Paarungsflüge vorgetragen. Daneben verfügt die Art über eine Reihe von Stimmfühlungs-, Kontakt- und Alarmrufen. Das brütende Weibchen begrüßt das futtertragende Männchen mit einem kurzen, nicht lauten Viiääh, in Bedrohungssituationen ist von beiden Geschlechtern ein kurzes, scharfes Pi-i-ää zu hören.

## Lebensraum
Der Raufußbussard ist ein hochnordischer Bewohner der meist baum- und strauchlosen Tundra. In Fennoskandien besiedelt er die baumlosen Fjällgebiete ebenso wie lockere Birkenbestände in der subalpinen Zone. Regelmäßig, aber in geringer Anzahl, brütet er in der Baumtundra. In sehr guten Lemmingjahren werden auch die nördlichsten Ausläufer der Taiga besiedelt. Hier liegen seine Brutplätze meist an Waldrändern, gerne in der Nähe von Gewässern, oder am Rande sehr großer Lichtungen. Der Raufußbussard ist im Allgemeinen ein Bewohner der Niederungen; in Skandinavien und Alaska brütet er jedoch vereinzelt in Höhen von bis zu 1400 Metern. Gerne hält er sich in der Nähe von Gewässern, an der Küste oder entlang von Flusstälern auf.
Die Winterhabitate sind vielfältiger, doch auch in den Winterquartieren zeigt sich seine Vorliebe für offene Gegenden mit guter Rundumsicht. Häufig ist er in Küstengebieten, Marschlandschaften, in ausgedehnten Grünlandgebieten und Mooren zu finden, in Ost- und Südosteuropa und Asien auch in Steppen. In Nordamerika hält er sich im Winter häufig in Prärien auf.

## Verbreitung

### Brutgebiete

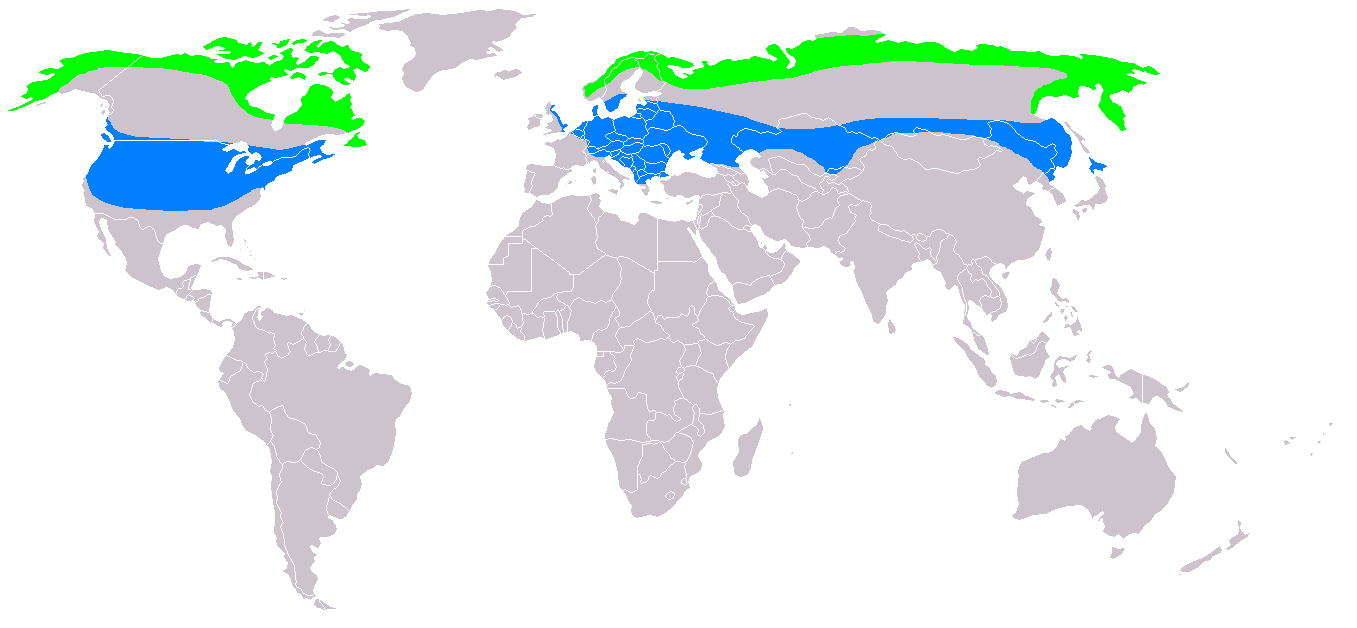
Verbreitungsgebiet des Raufußbussards;
grün = Brutgebiete, blau = Winterquartiere

Der Raufußbussard brütet zirkumpolar in weiten Bereichen der Holarktis, nahe am und nördlich des nördlichen Polarkreises. In Europa beginnen seine Brutgebiete in Südnorwegen und ziehen sich in einem relativ schmalen Streifen über Mittel- und Nordschweden und den nördlichen Teil Finnlands entlang der Eismeerküste bis nach Ostsibirien, Kamtschatka und zu den nördlichen Kurilen. Ein schmaler Verbreitungsfinger verläuft entlang der Küste des Ochotskischen Meeres nach Süden etwa bis auf 55° nördliche Breite. Die nördliche Verbreitungsgrenze wird durch die Eismeerküste gebildet; nur wenige küstennahe Inseln wurden besiedelt. Die Südgrenze der Brutverbreitung liegt in der Übergangszone von der Strauchtundra zur Baumtundra. Nur bei sehr gutem Nahrungsangebot und nur temporär brütet die Art auch in südlich davon gelegenen Gebieten.
Die Brutgebiete in der Nearktis beginnen im Osten in Neufundland, umfassen nord- und nordwestwärts die Gebiete um die Hudson Bay, den festlandnahen südlichen Teil der Baffininsel, den nördlichen Bereich der Nordwest-Territorien mit den meisten der vorgelagerten Inseln, insbesondere der Victoria-Insel, und reichen über Nord- und Westalaska bis zu den Aleuten.
Die Winterquartiere liegen südlich der Brutgebiete und überlappen sich mit diesen kaum. Ihre Nordgrenze wird von der Südgrenze des borealen Nadelwaldgürtels gebildet. In Eurasien liegen sie hauptsächlich zwischen 58° und 45° nördlicher Breite, reichen aber in manchen Regionen, so in Südosteuropa, Zentralasien und Ostasien, bedeutend weiter nach Süden.
Im Mitteleuropa ist der Raufußbussard nur im Winterhalbjahr zu sehen; die Gesamtzahl der Überwinterer schwankt von Jahr zu Jahr beträchtlich. Nach Massenvermehrungen seiner nordischen Beutetiere bei gleichzeitig klimatisch günstigen Brutbedingungen sind in Mitteleuropa besonders starke Einflüge zu verzeichnen. Vereinzelt übersommern einzelne Vögel in Norddeutschland, Nordpolen und dem Baltikum. 1988 wurde in Niedersachsen erstmals eine erfolgreiche Brut festgestellt.

### Winterquartiere in Europa
In Europa liegen die Überwinterungsgebiete mehrheitlich östlich von 10° Ost, doch überwintert eine nicht unbeträchtliche Zahl auch westwärts bis zum Rhein und südwärts bis zu den Alpen. Die europäischen Hauptüberwinterungsgebiete liegen in Südschweden, im Baltikum, in Belarus, in der Osthälfte Deutschlands, in Tschechien, in der Slowakei, in Ostösterreich, in Ungarn und in der Ukraine. Bei besonders starken Einflügen werden auch Nordostgriechenland, die Krim und nordwestliche Regionen der Türkei erreicht.

## Wanderungen

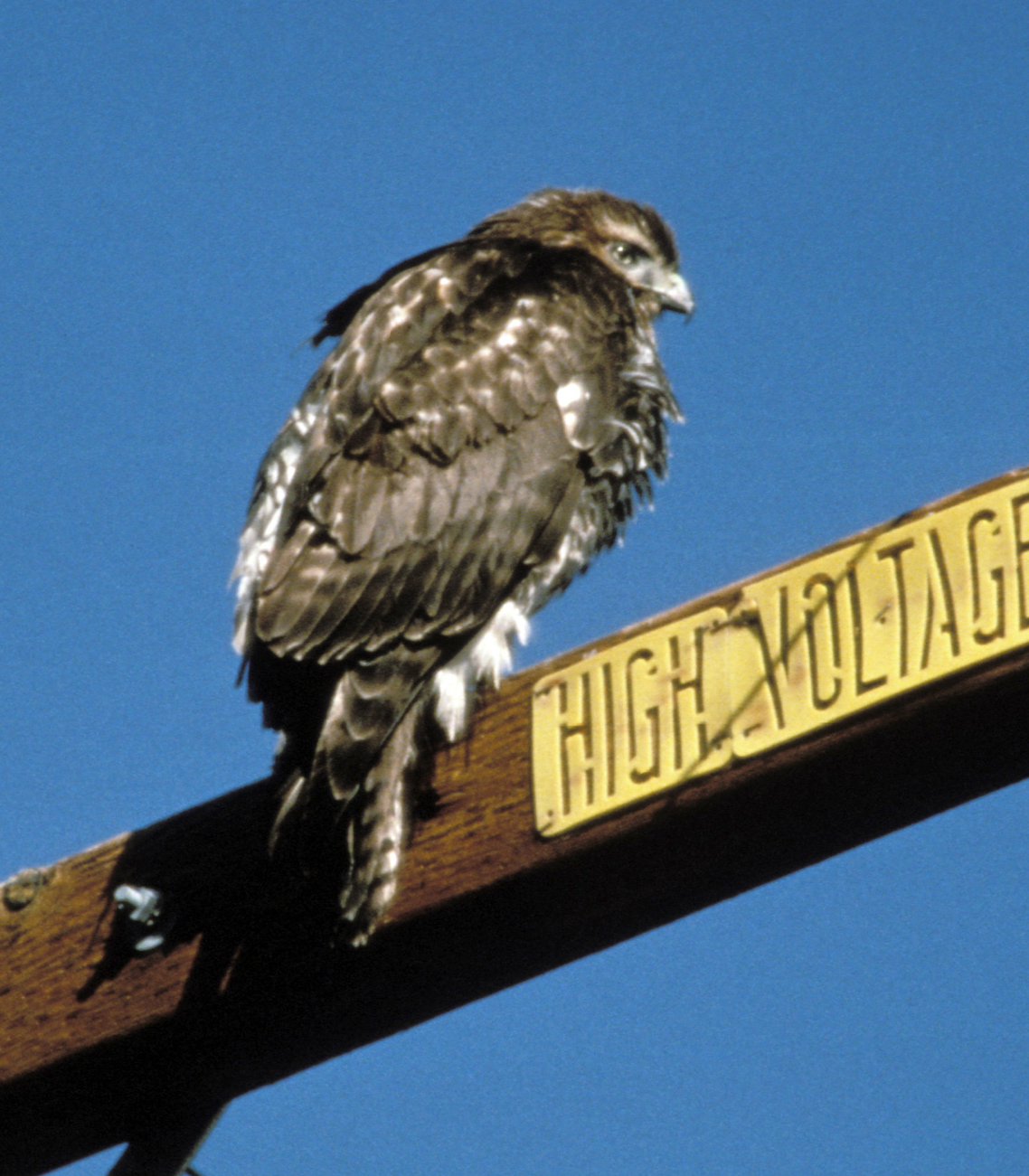
Raufußbussard
Buteo lagopus sanctijohannis

Der Raufußbussard ist in seinem gesamten Verbreitungsgebiet ein ausgeprägter Zugvogel. Wie alle Thermik nutzenden Vögel ist er ein Tagzieher. Meistens zieht er allein, seltener in kleinen Gruppen. An bestimmten besonders günstigen Rastplätzen wurden Ansammlungen von mehr als 100 Individuen beobachtet. Insgesamt ist sein Zugverhalten in Details noch nicht sehr gut erforscht, wenige Daten von besenderten Individuen ergaben Tageszugstrecken um die 100 Kilometer. Die Zugdistanzen sind unterschiedlich. Ein am 5. August 1985 nestjung in Nordalaska beringter Vogel wurde am 10. Oktober gleichen Jahres in Montana, 3300 Kilometer von seinem Geburtsort entfernt, wiedergefunden.
Buteo lagopus räumt seine Brutgebiete abhängig vom Nahrungsangebot und der Höhe der Schneedecke ab Ende August. Der Hauptwegzug beginnt aber erst in der zweiten Septemberdekade und reicht bis in den Oktober hinein. Bei besonders günstigen Lebensbedingungen bleiben einzelne Individuen auch bis in den November in ihren Brutgebieten.
Raufußbussarde ziehen in breiter Front mehrheitlich in südliche Richtungen, nur süd- und mittelskandinavische Vögel ziehen entlang der deutschen Nordseeküste nach Westen und überwintern in Süd- und Westengland. Diese Breitfrontstraßen münden an manchen Stellen in sogenannte Zugtrichter, an denen, vor allem im Herbstzug, viele Durchzieher beobachtet werden können. Zu Häufungen von durchziehenden Raufußbussarden kommt es unter anderem bei Falsterbo, entlang der großen sibirischen Ströme sowie in Ostasien, allerdings in bedeutend geringeren Zahlen, an der Küste der Tschuktschen-Halbinsel.
Die Spitzendurchzugszahlen der nearktischen Vögel werden an den bekannten Beobachtungspunkten wie Hawk Ridge bei Duluth, Minnesota, in der letzten Oktoberdekade gezählt. Die Hauptzahl überwintert in den nordöstlichen Staaten der USA, wo die Art im Winter auch in Siedlungen und Städten beobachtet werden kann. Der Bereich der Überwinterungsgebiete erstreckt sich über die nordamerikanischen Plains westwärts bis Nordmexiko.
Wahrscheinlich führt der Raufußbussard in seinen Winterquartieren ein nomadisches Leben und verbleibt nur bei sehr gutem Nahrungsangebot länger an einem Ort. Es ist allerdings nicht bekannt, welche Strecken die Vögel während des Winterhalbjahres zurücklegen.
Der Heimzug beginnt im März und erreicht seinen Gipfel Mitte April. Die Brutgebiete werden nicht vor Ende April erreicht, meist aber erst im Mai und in den äußerst nördlichen Lagen erst Anfang Juni. Häufig verstreichen noch einige Wochen nach der Ankunft im Brutgebiet, bevor Brutaktivitäten beginnen.

## Nahrung und Nahrungserwerb

### Beutetiere
Die Hauptnahrung des Raufußbussard besteht vor allem aus kleinen Säugetieren, insbesondere aus Wühlmäusen der Gattungen Microtus und Clethrionomys sowie aus verschiedenen Lemmingarten (Lemmus sp.). Diese Tiergruppen bilden bei ausreichender Verfügbarkeit zwischen 60 und 90 % des gesamten Nahrungsvolumens. Sind Wühlmäuse aber knapp, können mittelgroße Vögel, vor allem Moorschneehühner (Lagopus lagopus) zur Hauptbeute werden. Im Winter und dort, wo diese Arten in seine Brutgebiete vorgedrungen sind, auch im Sommer, jagt der Raufußbussard Rebhühner (Perdix perdix ssp.) und Präriehühner (Tympanuchus sp.). In kleinerer Zahl werden Reptilien, Amphibien und Fische erbeutet. Insekten (vornehmlich Grillen und Heuschrecken) und das Aas unterschiedlich großer Tiere spielt in der Ernährung der Art ebenfalls eine, wenn auch untergeordnete, Rolle. Seltener, jedoch regelmäßig erbeutet der Raufußbussard auch größere Säugetiere wie Schneehasen (Lepus timidus), Polarhasen (L. arcticus) und Alaskahasen (L. othus).
Unter den Microtus-Arten überwiegen Erdmaus (Microtus agrestis) und Nordische Wühlmaus (M. oeconomus), in den Winterquartieren die Feldmaus (M. arvalis). Bei den Lemmingen stehen Arten der Gattung Lemmus im Vordergrund, vor allem der Berglemming (L. lemmus), der Sibirische Lemming (L. sibiricus) und in Nordamerika der Braune Lemming (L. trimucronatus). Bei einem massierten Auftreten werden auch Rötelmäuse, wie die hochnordische Polarrötelmaus (Myodes rutilus), und Halsbandlemminge (Dicrostonyx sp.) zu wichtigen Beutetieren.
Wenn sie verfügbar ist, gleicht die Winternahrung der des Sommers; andernfalls werden häufiger Spitzmäuse und Vögel erbeutet, auch wird in größeren Maßen Aas aufgenommen.

### Jagdmethoden
Die Jagdmethoden der Art sind vielfältig, doch überwiegt dort, wo sie möglich ist, die Ansitzjagd. Wird ein Beutetier erspäht, folgt ein meist kurzer bodennaher Jagdflug, dessen letzte Phase in der Regel ein Gleitflug ist. Die Tiere werden immer am Boden geschlagen und mit den Krallen, zuweilen auch mit dem Schnabel, getötet. Sehr selten wurde ein erfolgreiches Schlagen von Beutetieren im Fluge beobachtet. Kann das Beutetier nicht überrascht werden, wird es nur ganz kurz verfolgt.
Bei günstigen, vor allem windigen Witterungsbedingungen sowie dort, wo ihm keine Ansitze zur Verfügung stehen, jagen Raufußbussarde auch rüttelnd in etwa 20 bis 50 Metern Höhe. Ähnlich wie beim Turmfalken (Falco tinnunculus) sind die im Durchschnitt etwa 10 Sekunden währenden Rüttelphasen von kurzen Gleitfügen unterbrochen. Weiters werden regelmäßig etwas an Weihen erinnernde langsame Suchflüge sowie Jagden über Wasser nach Art eines Fischadlers (Pandion haliaetus) beobachtet.

## Verhalten

### Aktivität und Territorialität
Der Raufußbussard ist tagaktiv mit einer starken Tendenz, seine Aktivitätsphasen in die Dämmerungsstunden auszudehnen. In seinen nördlichen Brutgebieten kann er (vor allem bei Nahrungsknappheit) während 24 Stunden aktiv angetroffen werden, in der Regel ruht er aber trotz der vorhandenen Helligkeit etwa zwischen 23 und 5 Uhr.
Wenn sie nicht ein Mangel an Beutetieren zu anhaltender Aktivität zwingt, legen Raufußbussarde auch während des Tages lange Ruheperioden ein. Dabei ist die Körperhaltung meist etwas waagrechter als bei einem ruhenden Mäusebussard.
Im Brutgebiet werden abhängig vom Nahrungsangebot unterschiedlich große Territorien besetzt, verteidigt wird jedoch nur die weitere Umgebung des Nestes. In schlechten Nahrungsjahren unterbleiben territoriale Verhaltensweisen. Gegenüber anderen Arten zeigen sich Raufußbussarde sehr verträglich, oft befinden sich ihre Nester in unmittelbarer Nachbarschaft zum Nest eines Wanderfalken (Falco peregrinus), Gerfalken (Falco rusticolus) oder Kolkraben (Corvus corax).
Über die Territorialität im Winterquartier liegen noch keine vertieften Erkenntnisse vor. Bei gutem Nahrungsangebot wurden aber Gruppen bis zu 40 Individuen auf vergleichsweise engem Raum gezählt, auch die Anwesenheit von Nahrungskonkurrenten wird meist geduldet.

### Feindverhalten
In den Brutrevieren wird der weitere Nestbereich gegen Artgenossen und Räuber energisch verteidigt. Während es zwischen Artgenossen selten zu körperlichen Auseinandersetzungen kommt, werden potenzielle Nesträuber direkt angegriffen. Besonders Raubmöwen (Stercorarius sp.) und Schneeeulen (Bubo scandiacus) sowie größere Landraubtiere wie Polarfüchse (Alopex lagopus), Wölfe (Canis lupus) und Vielfraße (Gulo gulo) werden schon in weiter Entfernung vom Nest direkt attackiert und oftmals erfolgreich vertrieben.

## Brutbiologie

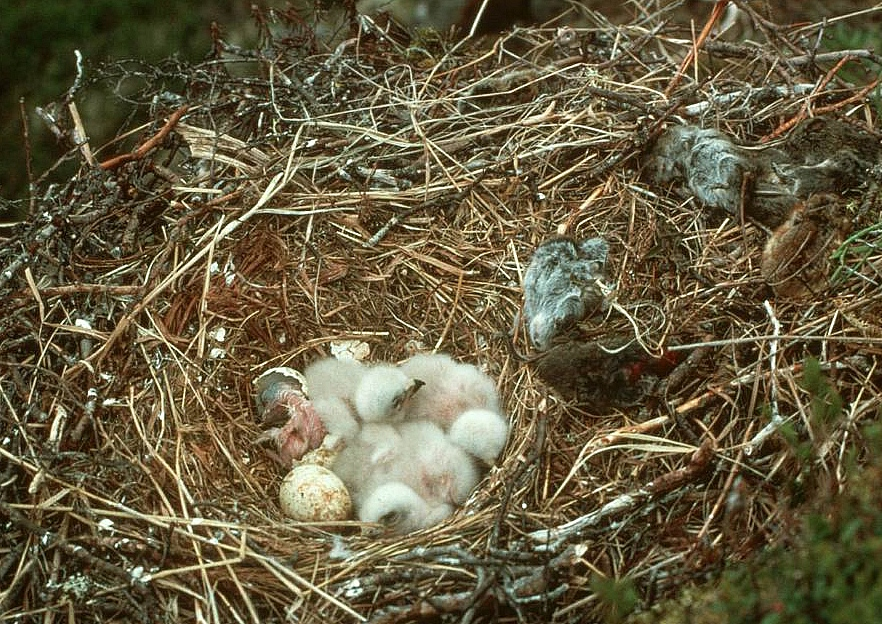
Ei, frisch geschlüpftes Küken und Dunenjunge
Gut sind die Entwicklungsunterschiede zu erkennen. Am Nestrand zwei abgelegte Wühlmäuse

Über den Zeitpunkt der Geschlechtsreife liegen keine gesicherten Erkenntnisse vor, insbesondere ist unbekannt, ob – wie beim Mäusebussard – schon Jährlinge zur Brut schreiten können. Wahrscheinlich beginnen Raufußbussarde aber erst im zweiten, einige sogar erst im dritten Lebensjahr zu brüten.
Die sexuelle Aktivität ist vom Nahrungsangebot in den Brutgebieten abhängig. Nur bei guter bis sehr guter Verfügbarkeit an Nahrungstieren wird die Paarbindung intensiviert, und es kommt zu Nestbau, Eiablage und Brut. Auf schlechte Nahrungsverhältnisse wird je nach Grad des Mangels sehr differenziert reagiert, im Extremfall unterbleiben Balz- und Nestbauaktivitäten gänzlich oder es kommt zu Abwanderungen in besser versorgte Gebiete. Verbleibende Raufußbussarde sitzen auf nur kleinen Gelegen, die oft schon während der Brut aufgegeben werden.

### Paarbildung und Paarbindung
Für einen Teil der Bussarde beginnt die Paarbildung bereits im späten Winter; diese kehren schon lose verpaart in die Brutgebiete zurück. Andere beginnen erst dort mit der Balz. Dabei zeigen sie eindrucksvolle Flüge mit weit ausgebreiteten Schwingen und gespreiztem Schwanz, begleitet von charakteristischen Rufen. Das Männchen führt dabei auch verschiedene Flugkapriolen aus.
Verpaarte Bussarde führen eine monogame Brutsaisonehe. Es bestehen jedoch Hinweise, dass zumindest bei einigen die Bindung in den Wintermonaten nicht erlischt, ja auch über mehrere Jahre anhalten kann.

### Neststandort und Nest
Entsprechend den unterschiedlichen Lebensräumen, die Raufußbussarde bewohnen, sind auch die Neststandorte vielfältig. Dort, wo sie die Gelegenheit dazu hat, nistet die Art bevorzugt auf Felssimsen, kleinen Felsinseln, an ebenen Stellen auf Böschungen oder entlang tief eingeschnittener Flusstäler, entlang der Küste auch auf Klippen. In der Baumtundra baut er Baumnester, meist im obersten Baumabschnitt. Die Seltenheit dieser Nistmöglichkeiten in seinem Lebensraum zwingt ihn jedoch häufig zur Errichtung von Bodennestern in völlig offener Tundra. Bodennester liegen mehrheitlich an trockenen, etwas erhöhten Stellen, die eine gute Rundumsicht ermöglichen.
Das Nest selbst ist ein recht voluminöser Bau, bestehend aus Ästchen und Zweigen, gut ausgepolstert mit Gras, verschiedenen Moosen, Tierhaaren und Federn. Diese Isolierung ist bei Bodennestern besonders dick. Neu angelegte Nester haben einen Durchmesser von etwa 80 Zentimetern, wachsen aber bei längerer Benützung zu voluminösen Gebilden von bis zu 150 Zentimetern Durchmesser an. Das Nistmaterial wird allein vom Männchen herangeschafft und von beiden Vögeln verbaut. Der Nestbau hält auch noch während der Brutperiode an. Zuweilen werden auch bestehende Nester anderer nordischer Greifvögel benutzt.

### Gelege und Eier

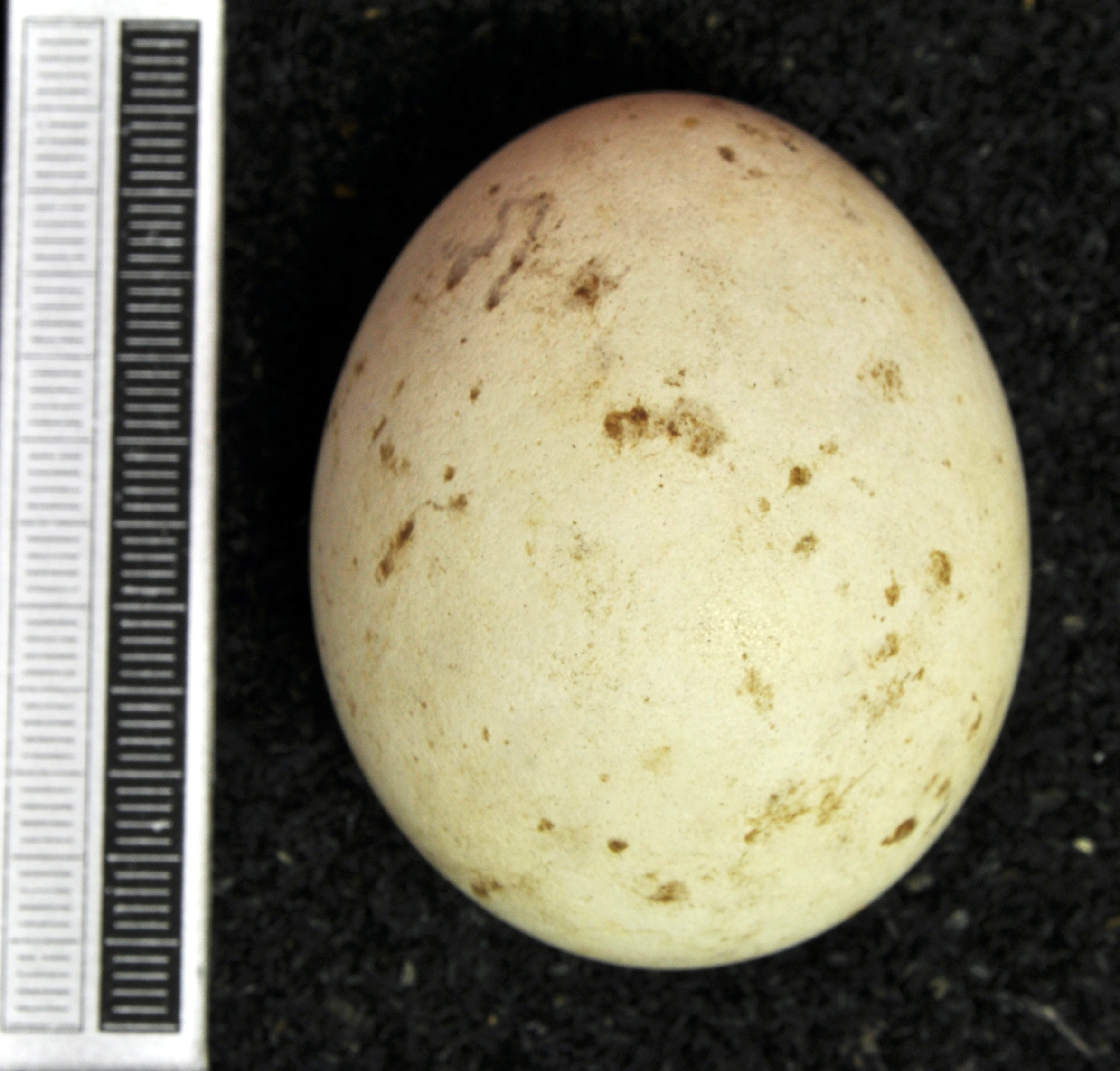
Ei, Sammlung Museum Wiesbaden

Ob überhaupt ein Gelege gezeitigt wird sowie die Größe des Geleges selbst wird vom Nahrungsangebot beeinflusst, doch sind die genauen Zusammenhänge noch Gegenstand wissenschaftlicher Untersuchungen. Jedenfalls können die Gelegegrößen von Jahr zu Jahr beträchtlich schwanken. Ein Normalgelege umfasst drei bis vier Eier, es kommt aber zuweilen auch zur Ablage von nur einem Ei. Der Legeabstand beträgt bei Normalgelegen 24 Stunden, nur die letzten Eier größerer Gelege werden in einem größeren Zeitabstand gelegt. In Jahren von Massenvermehrungen der Beutetiere wurden Gelege von bis zu sieben Eiern festgestellt. Nachgelege kommen bei Verlust des Erstgeleges vor und umfassen selten mehr als zwei Eier.
Die Grundfarbe frischgelegter Eier ist grünlich bis bläulich und wechselt später in ein schmutziges Weiß. Sie sind reichlich mit rötlichbraunen und purpurnen Flecken übersät. Die Durchschnittsmaße betragen 57 × 45 Millimeter.

### Brut
Die Eier werden fast ausschließlich vom Weibchen bebrütet, das in dieser Zeit vom Männchen mit Nahrung versorgt wird. Die Brutdauer beträgt abhängig von der Witterung 31 bis 37 Tage. Das Weibchen brütet ab dem ersten Ei, sodass bei einem Legeabstand von einem Tag und länger der Entwicklungsstand der Küken sehr unterschiedlich ist. Der Brutbeginn liegt nicht vor Mitte Mai.
Anfangs schafft allein das Männchen die Nahrung für das Weibchen und die Jungen heran; das Weibchen zerteilt die Beute und füttert. Später jagen und füttern beide Elternteile.
Die Dunenjungen sind in den ersten Tagen bis auf die Futteraufnahme weitgehend inaktiv. Sie bekommen mit zwölf Tagen ihre ersten Federn. Mit etwa vier Wochen können sie die Beute selbst zerteilen und aufrecht im Nest stehen. Die ersten Flugversuche beginnen im Alter von etwas über 30 Tagen, doch richtig flügge sind die wenigsten Jungvögel vor ihrem 40. Lebenstag, die Männchen offenbar etwas früher als die Weibchen. Die Jungen sind danach noch drei bis vier Wochen weitgehend von den Eltern abhängig, bevor sie dismigrieren. Bei Spätbruten mündet die Führungszeit direkt in den Herbstzug.

## Lebenserwartung
Es stehen nur wenige Daten zur Lebenserwartung zur Verfügung. 48 in den 90er Jahren vom Cornell Lab of Ornithology ausgewertete Wiederfunde der Rasse B. l. sanctijohannis ergaben eine durchschnittliche Lebenserwartung von etwas über 21 Monaten. Diese Angabe ist aber auf Grund der kleinen Stichprobe nicht repräsentativ. Der älteste bisher in freier Wildbahn wiedergefundene Raufußbussard war etwas über 18 Jahre alt.

## Bestandsentwicklung
Es liegen nur ganz grobe Bestandseinschätzungen vor, die Höchstschätzung liegt bei weltweit 500.000 Brutpaaren. Die Art zeigt eine stark fluktuierende Bestandsentwicklung; länger andauernde Rückgänge werden aber nicht festgestellt. Deshalb ist die Art nach IUCN mit LC = least concern gelistet.
In Europa schätzt man die Anzahl der Brutpaare auf etwa 75.000 Paare; die Bestände blieben in den letzten Jahren stabil, nur in Schweden ist ein leichter Rückgang zu beobachten. Deshalb wird der europäische Bestand mit S = secure bewertet.

## Namensherleitung
Der Wortteil „Rau“ im Artnamen ist etwas unverständlich geworden, er hat nichts mehr mit der heutigen Bedeutung des Adjektivs „rau“ zu tun, das ursprünglich „haarig“, „befiedert“, pelzig bedeutete. Im Märchen Allerleirauh trägt das Mädchen ein Gewand aus verschiedenartigen Pelzen. Nur im Ausdruck Rauchwerk für Pelzwaren und in der jagdlichen Wendung rauen für mausern haben sich Reste der Urbedeutung erhalten. In der Vogelkunde wird diese Bezeichnung noch immer für Arten verwendet, deren Läufe bis zu den Zehen befiedert sind: Raufußkauz, Raufußhühner.
Der wissenschaftliche Gattungsname buteo bezeichnet bei Plinius einen Greifvogel, wahrscheinlich den Mäusebussard. Lagopus setzt sich aus griechisch λαγῶς lagōs „Hase“ und πούς pus „Fuß“, also „Hasenfuß“, zusammen und spielt ebenfalls auf die bis zu den Zehen befiederten Füße an.

## Sonstiges
Einige mitteleuropäische Staaten führen die Art als ehemaligen Brutvogel; heute wird jedoch allgemein angenommen, dass die Art in den letzten Jahrhunderten nicht in Mitteleuropa gebrütet hat, so dass diesen Angaben also höchstwahrscheinlich Fehlbestimmungen zugrunde liegen.